# Guadua morronei
Espèce
Guadua morronei est une espèce éteinte de plantes à fleurs fossiles de la famille des Poaceae, originaire d'Argentine.
Cette espèce a été déterminée en 2013 à partir d'un chaume de bambou fossile, présentant un nœud et un entrenœud incomplet, découvert sur le site de la formation d'Ituzaingó (es), contenant des sédiments de l'époque du Pliocène.
Les analyses anatomiques de ces vestiges de bambous, les seconds découverts sur le même site après ceux de Guadua zuloagae en 2007, on montré une grande affinité avec une espèce existante, Guadua paraguayana. C'est le premier fossile d'une espèce de Guadua présentant un entrenœud plein.

## Étymologie
L'épithète spécifique, « morronei », est un hommage au botaniste argentin, Osvaldo Morrone (1957-2001), spécialiste des Poaceae.